# 黄红霞
黄红霞（1968年10月—），女，汉族，河南新野人，中华人民共和国政治人物。现任河南省卫生健康委员会主任，农工党中央常委，农工党河南省委主委。第十四届全国政协委员。